# Château de Voissant
Le château de Voissant, plus connu, au niveau local, sous l'appellation du Vieux Château est un château situé dans la commune de Voissant, au nord-est du bourg, dans le département français de l'Isère en région Auvergne-Rhône-Alpes.
Le château  et son domaine font l'objet d'un classement et d'une inscription partielle au titre des monuments historiques par arrêté du 3 octobre 1983.

## Situation et accès

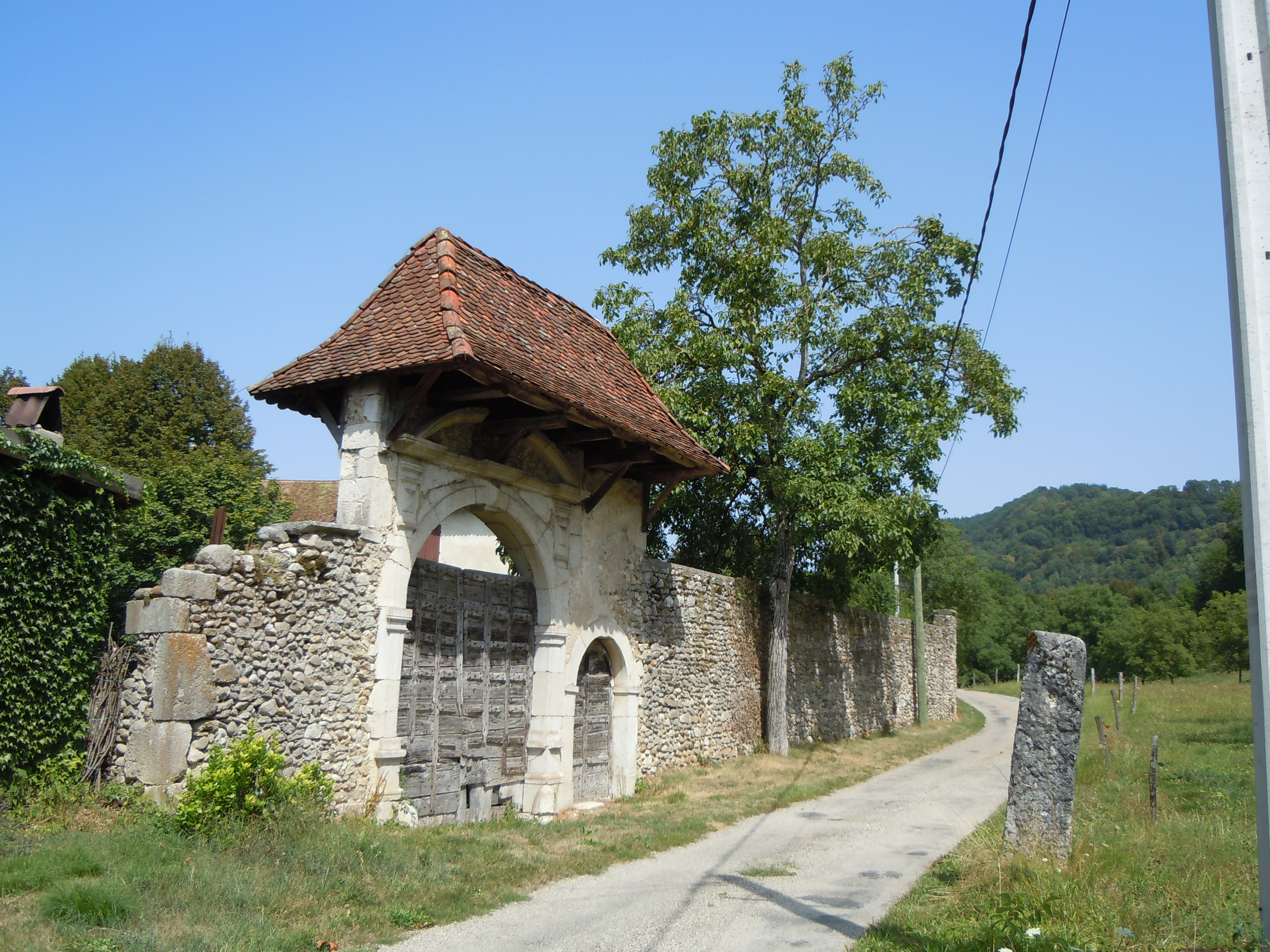
Portail du château de Voissant.

L'édifice, situé entre le bourg central et le hameau de la Conversière, domine les vallées de l'Ainan et du Guiers, peu avant leur confluence. Il surplombe également l'entrée des Gorges de Chailles, qui marque l'entrée des terres de l'ancien Duché de Savoie.
La gare ferroviaire française la plus proche est la gare de Pont-de-Beauvoisin située à environ cinq kilomètres du château et du bourg de Voissant.

## Étymologie
Selon André Planck, auteur du livre L'origine du nom des communes du département de l'Isère, le nom de Voissant est probablement dérivé du mot latin vicinus, dont le latin populaire a donné voicinus signifiant « voisin ». Au niveau local, le château est appelé « Vieux Château ».

## Histoire
Pour un article plus général, voir Province du Dauphiné.
Le château relève de la famille des Garcin de Tolvon dits de Voissant et de l’Épine, selon Félix Bernard (1967), est issue de la famille vicomtale de Vienne, qui possède de nombreux droits en Chartreuse et dans les environs,. L'historien Jean-Pierre Moyne considère cette proximité comme probable. Le château de Voissant relève notamment d'Anselme Garcin dit Spinacius (Anselme Spinacius) qui se fait également appelé Anselme de Voissant, en 1129, qui possède également le château de Montbel. Il s'agit de la première mention des seigneurs de Voissant. Peu de temps après, vers 1147, Pierre de Voissant, alias Pierre Garcin de Tolvon, fils ou neveu d’Anselme Garcin Spinacius, apparaît dans un acte de donation ou encore un Berlion de Voissant qui cèdent avec ses frères, vers 1132, à l'abbayé de Tamié leur terre de Maisnez (ou Manoy) à Saint-Béton.

## Description
L'édifice, situé à l'écart du petit village de Voissant, mais visible depuis la petite route qui longe son portail et l'ensemble du domaine, se présente sous la forme de deux corps de logis en équerre dont l'un est flanqué de deux tours carrées.
Les éléments protégés sont les façades et les toitures, l'escalier intérieur à mur d'échiffre.

## Animations et visites
À l'occasion des journées du patrimoine 2019, un spectacle de musique et de danse construit autour d'un répertoire de musiques actuelles est organisé le 22 septembre 2019 au vieux château. 
L'événement est proposé par l'orchestre dénommé « des cordes aux bois », composé d'une centaine de participants et constitué avec des élèves des écoles de musique du Pays Voironnais.